# ホプキンス・レヴィツキの定理
抽象代数学の一分野である環論において、秋月・ホプキンス・レヴィツキの定理 (Akizuki–Hopkins–Levitzki theorem) は半準素環上の加群において降鎖条件と昇鎖条件を結び付ける。（単位元を持つ）環 R は、R/J(R) が半単純でありかつ J(R) が冪零イデアルであるときに、半準素環 (semiprimary ring) と呼ばれる。ここで J(R) はジャコブソン根基である。定理の主張は、R が半準素環で M が右 R-加群ならば、3つの条件
- M はネーター的
- M はアルティン的
- M は組成列を持つ

が同値であるというものである。半準素という条件がなければ、M が組成列を持てば M はネーターかつアルティンであるということしか言えない。
Charles Hopkins の論文 (Hopkins 1939) と Jacob Levitzki の論文 (Levitzki 1939) から定理は現在の形となった。そのためしばしばホプキンス・レヴィツキの定理 (Hopkins–Levitzki theorem) と呼ばれる。しかしながら、秋月康夫を含めることがある。数年早く可換環に対して結果を証明したからだ(Lam 2001, p. 55)。
右アルティン環は半準素であることが知られているから、定理の直接の系として、右アルティン環は右ネーター環でもある。同様の主張は左アルティン環に対しても成り立つ。これはアルティン加群に対しては一般には正しくない。ネーター的でないアルティン加群の例が存在するからである。
別の直接の系として、R が右アルティン環であるとき、R が左アルティン環であることと左ネーター環であることは同値である。

## 証明の概略
以下の主張の証明を書く：R を半準素環で M を左 R-加群とする。M がアルティン的あるいはネーター的であれば、M は組成列を持つ。（この逆は任意の環上正しい。）
J を R のジャコブソン根基とする。Fi = Ji − 1M/JiM とおく。すると R-加群 Fi を R/J-加群と見ることができる。J は Fi の零化イデアルに含まれているからである。各 Fi は半単純 R/J-加群である、なぜならば R/J が半単純環だからである。さらに、J は冪零イデアルであるから、Fi のうち 0 でないのは有限個しかない。M がアルティン的（あるいはネーター的）であれば、Fi は有限の組成列を持つ。Fi の組成列をつないでいって、M の組成列を得る。

## グロタンディーク圏において
定理の一般化や拡張がいくつか存在する。1つはグロタンディーク圏と関係するものである。G がアルティン的生成子を持つグロタンディーク圏であれば、G のすべてのアルティン的対象はネーター的である。